# افسر (مدیر) ارشد امنیت اطلاعات
مدیر ارشد امنیت اطلاعات یا Chief information security officer یا ( CISO  ) یک مدیر ارشد اجرایی در سازمان ها است که وظیفه آن حفاظت از دارایی ها و فناوری های اطلاعاتی است.
یک مدیر ارشد امنیت اطلاعات ، کارکنان را در جهت شناسایی و مقابله با خطرات فناوری اطلاعات ( IT ) راهنمایی می کند.
از دیگر وظایفت مدیر ارشد امنیت اطلاعات ایجاد استاندارد های امنیتی مناسب است.
آنها در نظارت و رهبری هر طرحی که مربوط به امنیت یک سازمان باشد را بر عهده می گیرند.
به طور معمول، نفوذ CISO به کل سازمان می رسد. مسئولیت ها ممکن است شامل موارد زیر باشد، اما محدود به آنها نیست:

## مهمترین وظایف افسر (مدیر) ارشد امنیت اطلاعات
- حفاظت از سیستم ها در برابر دسترسی های غیرمجاز ، اصلاح
- انجام اسکن آسیب پذیری و ارزیابی های اسکن شبکه
- مانیتورینگ یا پایش کردن ترافیک شبکه برای فعالیت های غیر عادی
- پیاده سازی سیاست های امنیتی شبکه ، امنیت نرم افزار ، کنترل دسترسی و حفاظت از اطلاعات سازمان
- ایجاد و رهبری یک تیم از کارشناسان امنیت ( IT )
- تشکیل تیم واکنش سریع به حوادث و فوریت های سایبری
- امنیت
- بازیابی بلایا و مدیریت تداوم کسب و کار
- مدیریت هویت و دسترسی
- حریم خصوصی اطلاعات
- انطباق با مقررات نظارتی اطلاعات (مانند PCI DSS، FISMA، GLBA، HIPAA، قانون حفاظت از داده بریتانیا 1998، کانادا PIPEDA، اروپا GDPR)
- مدیریت ریسک اطلاعات
- امنیت اطلاعات و تضمین اطلاعات
- مرکز عملیات امنیت اطلاعات (ISOC)
- کنترل های فناوری اطلاعات برای سیستم های مالی و سایر سیستم ها
- پیش بینی تهدیدات امنیتی جدید و ارائه راهکار برای مقابله با آنها
- فراهم سازی زیر ساخت آموزش و راهنمایی پرسنل یک سازمان در زمینه امنیت اطلاعات
- همکاری با سایر مدیران ارشد یک سازمان  برای اطمینان از اینکه سیاست ها و استراتژیک های امنیتی سازمان پیاده سازی شده است و کنترل می شوند
- ارائه گزارش امنیتی به مدیر ارشد اجرایی یا ( CEO )

داشتن CISO یا عملکردی معادل آن در سازمان‌ها به یک روش استاندارد در سازمان‌های تجاری، دولتی و غیرانتفاعی تبدیل شده است. تا سال 2009، تقریباً 85 درصد از سازمان‌های بزرگ دارای مدیران امنیتی بودند که این رقم در سال 2008، 56 درصد و در سال 2006، 43 درصد بود. ، و PwC، [1] [2] به این نتیجه رسیدند که 85٪ از مشاغل دارای CISO یا معادل آن هستند. نقش CISO گسترش یافته است تا خطرات موجود در فرآیندهای تجاری، امنیت اطلاعات، حریم خصوصی مشتری و موارد دیگر را در بر بگیرد. در نتیجه، اکنون روندی وجود دارد که دیگر تابع CISO در گروه فناوری اطلاعات تعبیه نمی شود. در سال 2019، تنها 24٪ از CISO ها به یک مدیر ارشد اطلاعات (CIO) گزارش می دهند، در حالی که 40٪ مستقیماً به یک مدیر ارشد اجرایی (CEO) گزارش می دهند و 27٪ از مدیر عامل عبور می کنند و به هیئت مدیره گزارش می دهند. تعبیه عملکرد CISO در ساختار گزارش‌دهی CIO غیربهینه در نظر گرفته می‌شود، زیرا احتمال تضاد منافع وجود دارد و مسئولیت‌های نقش فراتر از ماهیت مسئولیت‌های گروه فناوری اطلاعات است.
در شرکت‌ها، روند این است که CISO ها تعادل قوی بین هوش تجاری و دانش فناوری دارند. CISO ها اغلب در تقاضای بالایی هستند و غرامت با سایر موقعیت های سطح C که دارای عنوان شرکتی مشابه هستند قابل مقایسه است.
یک CISO معمولی دارای گواهینامه های غیرفنی (مانند CISSP و CISM) است، اگرچه یک CISO که دارای پیشینه فنی باشد، دارای مهارت فنی گسترده ای خواهد بود. سایر آموزش های معمولی شامل مدیریت پروژه برای مدیریت برنامه امنیت اطلاعات، مدیریت مالی (مانند داشتن MBA معتبر) برای مدیریت بودجه های infosec، و مهارت های نرم برای هدایت تیم های ناهمگون از مدیران امنیت اطلاعات، مدیران امنیت اطلاعات، تحلیلگران امنیت، مهندسین امنیت است. و مدیران ریسک فناوری اخیراً، با توجه به دخالت CISO با مسائل حفظ حریم خصوصی، گواهینامه هایی مانند CIPP بسیار درخواست شده است.

## درآمد
بر اساس آمار secureworld.io ، افسر ( مدیر ) ارشد امنیت اطلاعات در لیست 10 شغل پر درآمد در سال 2019 قرار گرفته است.